# Château des Bordeaux
Le château des Bordeaux est un château construit à partir du XVIIIe siècle sur la commune d'Amné dans le département de la Sarthe. Il est en partie inscrit au titre des monuments historiques.

## Histoire
Vers le milieu du XVIIIe siècle, André du Bois, marquis de Courceriers, décide de remplacer le vieux château du domaine des Bordeaux par une demeure d'architecture classique. Le château des Bordeaux se dégrade considérablement après la mort de son constructeur. M. Manoury devient propriétaire du domaine en 1965 et entame la restauration de l'édifice.

## Architecture
Le château des Bordeaux est composé d'un corps de logis simple terminé à chaque extrémité par un pavillon plus saillant sur la façade avant que sur la façade arrière. L'édifice est encadré de dépendances basses en retour d'équerre. L'axe de la composition est clairement marqué par un avant-corps surmonté d'un fronton triangulaire et d'un grand comble brisé en pavillon. Une chapelle dont la fondation remonte à 1699 est logée dans les dépendances, à gauche de la cour d'honneur.

## Protections
Les façades et toitures du château, des communs, des bâtiments de ferme, de la porterie ainsi que l'escalier principal avec sa rampe en fer forgé et les douves font l'objet d'une inscription aux monuments historiques depuis le 28 décembre 1984.